# Henry David López Guerra
Henry David López Guerra (Città del Guatemala, 8 agosto 1992) è un ex calciatore guatemalteco, di ruolo attaccante.